# Fil·loxeroïdeus
Els fil·loxeroïdeus (Phylloxeroidea) són una superfamília d'hemípters del subordre Sternorrhyncha estretament relacionada amb els pugons i tradicionalment inclosos en Aphidoidea, que és el tàxon germà. Les dues famílies existents són Adelgidae (inclosa l'antiga família Chermesidae o "Chermidae") i Phylloxeridae, que inclou la fil·loxera, una greu plaga de la vinya.